# Caripia montagnei
Caripia montagnei es una especie de hongo monotípica del género Caripia. Crece en regiones tropicales y subtropicales de América. Originalmente estaba en el orden de los Stereales, ahora obsoleto y fusionado con los Russulales, sin embargo, un análisis molecular publicado en 2002 demostró que C. montagnei está estrechamente relacionado con Gymnopus, pues es una forma reducida de este.

## Taxonomía
Otto Kuntze creó el género Caripia en 1898  para reclasificar a Hypolyssus montagnei, originalmente descrito por Miles Joseph Berkeley en 1842 a partir de especímenes recolectados en Guyana por Camille Montagne. Kuntze no detalló las características del género sino que hizo referencia a la descripción de Hypolyssus que hizo Pier Andrea Saccardo en el sexto volumen de su publicación de 1888 Sylloge Fungorum. En 1953, la propuesta de conservar el género Hypolyssus vs. Caripia fue rechazada por el Comité Especial de Hongos.  Otros géneros con los que se ha nombrado al hongo son Podostrombium, publicado inválidamente por Otto Kuntze en 1828, Heringia, publicado inválidamente por Lewis David de Schweinitz en 1853 y Perona de Christian Hendrik Persoon en 1828.
El nombre genérico Caripia se refiere al río Caripi en el norte de Brasil.

## Descripción
Los cuerpos fructíferos de Caripia montagnei tienen forma de copa y miden hasta 25 mm de alto; píleo (sombrero) de 3-6 mm de diámetro  y 5-10 mm de longitud. El borde de píleo de los cuerpos fructíferos jóvenes se curva ligeramente hacia adentro, pero los se agrandan por el crecimiento intercalado entre la parte superior del estípite y el margen, por lo que los especímenes más viejos desarrollan una forma obcónica (cono invertido) o aproximadamente cilíndrica con una parte superior aplanada y luego cóncava.
El color es blanquecino a crema y la textura de la superficie es lisa al principio, aunque el cuerpo del fruto puede desarrollar arrugas con la edad. El estípite es fino y liso de color marrón a marrón violáceo. El himenio (tejido portador de esporas) está en la superficie exterior del píleo, en lugar del interior como es habitual en los hongos con forma de copa. Crece hasta alcanzar un espesor de unos 300 μm y desarrolla bultos superficiales irregulares. Esporas de paredes delgadas con forma de pepita estrecha, inamiloides, miden 5-6 por 2.5-3.3 μm. Otro hongo de copa pedunculada, Dumontinia tuberosa (anteriormente Sclerotinia tuberosa), es ligeramente similar en apariencia a  pero es más grande, con copas de hasta 3 cm de ancho y estípites de hasta 10 cm y son de color café.

## Hábitat y distribución
Caripia montagnei se encuentra en bosques de América Central y América del Sur, donde crece en grupos apiñados en ramas y troncos de árboles de hoja caduca.

## Compuestos bioactivos
El compuesto pyridyloxirane caripirina (éster metílico del ácido trans -5-(3-metiloxiranil)piridincarboxílico) fue aislado e identificado en los cuerpos fructíferos del hongo y reportado en 2010. La sustancia química inhibe la germinación de conidios y la formación del apresorio del hongo del tizón del arroz Magnaporthe oryzae. En comparación con el ácido fusárico, un metabolito fúngico estructuralmente relacionado, protege mejor a las plantas, pero carece de actividad citotóxica, antibacteriana y nematicida. Los cuerpos fructíferos contienen polisacáridos que, según se ha demostrado en pruebas de laboratorio tienen propiedades antiinflamatorias.